# La Todolella (kommunhuvudort)
Todolella är en kommunhuvudort i Spanien.   Den ligger i provinsen Província de Castelló och regionen Valencia, i den östra delen av landet, 290 km öster om huvudstaden Madrid. Todolella ligger 801 meter över havet och antalet invånare är 133.
Terrängen runt Todolella är lite kuperad. Runt Todolella är det mycket glesbefolkat, med 6 invånare per kvadratkilometer. Närmaste större samhälle är Morella, 12,8 km öster om Todolella. 